# Zoltán Kővágó
Zoltán Kővágó (Szolnok, 10. travnja 1979. - ) je mađarski atletičar i bacač diska, svjetski juniorski prvak iz 1998. i osvajač srebrnog odličja s Olimpijskih igara u Ateni 2004. Poznat je po osvajanju brončanog i srebrnog odličja na Svjetskim atletskim finalaima 2004. i 2005.
Zbog korištenja dopinga, imao je zabranu nastupa od 11. kolovoza 2011. do 5. srpnja 2014.
Osobni rekord iznosi 69,95 metara, a bacio ga je u svibnju 2006. u francuskom gradu Salon-de-Provence.